# Élections fédérales suisses de 1928
Les élections fédérales suisses de 1928 se déroulent le 28 octobre 1928. Elles ont désigné la 28e législature depuis 1848. Ces élections désignèrent les 198 conseillers nationaux et les 44 conseillers aux États. Les députés sont élus pour une durée de 3 ans.
Au Conseil national, les conservateurs catholiques sortent vainqueurs en gagnant 4 sièges pour en occuper 46. Les Radicaux perdent un siège (58 élus) alors que les socialistes gagnent un siège (50 élus).
Au Conseil des États, sur 44 sièges, le PSS perd tous ses sièges, le Parti conservateur populaire reste stable et garde ses 18 sièges alors que les Radicaux en perdent 1. Le Parti des paysans, artisans et bourgeois obtient lui 3 élus et un Indépendant fait son entrée à la Chambre haute.

## Législature 1928-1931
|  | Partis                                   | Sigles | Tendances politiques            | Sièges au CN | Sièges au CE |
|  | ---------------------------------------- | ------ | ------------------------------- | ------------ | ------------ |
|  | Parti radical-démocratique               | PRD    | radical/protestant              | 58           | 20           |
|  | Parti socialiste                         | PSS    | socialiste                      | 50           | -            |
|  | Parti conservateur populaire             | PCP    | conservateur/catholique         | 46           | 18           |
|  | Parti des paysans, artisans et bourgeois | PAB    | agrarien/protestant             | 31           | 3            |
|  | Parti libéral démocratique               | PLD    | libéral/conservateur/protestant | 6            | 1            |
|  | Parti démocratique                       | DEM    | progressiste                    | 3            | 1            |
|  | Parti communiste                         | PC     | communiste                      | 2            | -            |
|  | Parti chrétien-protestant                | PCP    | conservateur/protestant         | 1            | -            |
|  | Union de défense économique              | UDE    | antiétatisme                    | 1            | 1            |
|  | Sans parti                               | Ind.   | Ind.                            | -            | 1            |